# Pedro Faria Gomes
Pedro Faria Gomes (Lisboa, 2 de Outubro de 1979) é um compositor e pianista português.

## Biografia

### Nascimento e formação
Nasceu em Lisboa a 2 de outubro de 1979, filho do militante político e empresário Heduíno Gomes e da cantora Ana Faria.
Pedro Faria Gomes estudou na Academia de Música de Santa Cecília em Lisboa, com Leonor Fernandes (piano) e João Madureira (composição). Obteve a Licenciatura em Composição na Escola Superior de Música de Lisboa em 2001, onde estudou com Eurico Carrapatoso e Christopher Bochmann.

### Carreira profissional e artística
Foi convidado a leccionar a disciplina de Análise Musical no conservatório da Orquestra Metropolitana de Lisboa, de 1999 a 2007, e também de Análise e Técnicas de Composição na AMSC e no Instituto Piaget de Almada. Pedro Faria Gomes recebeu encomendas de um largo número de instituições e agrupamentos portugueses, incluindo o Teatro Nacional São João, a Orquestra Metropolitana de Lisboa, a Orquestra Clássica da Madeira, a Academia de Música de Santa Cecília, RTP/Prémio Jovens Músicos, a Academia de Música de Viana do Castelo e o Coro de Câmara de Setúbal. Foi vencedor do Prémio Lopes-Graça de Composição (Tomar) com À Memória de Anarda, em 2007. Recentemente, a sua música representou Portugal na Expo 2008, em Zaragoza. Em 2007 mudou-se para a cidade de Londres, para terminar um mestrado e um doutoramento no Royal College of Music, com o compositor David Sawer, e realiza, actualmente, um doutoramento na mesma instituição, com Kenneth Hesketh e Mark-Anthony Turnage. Estes estudos foram apoiados pela Fundação para a Ciência e a Tecnologia e pelo Royal College of Music. Recebeu igualmente o PRS Sir Arthur Bliss Memorial Award em 2007-8 e um Stanley Picker Trust Award em 2008-9. A sua música está publicada em CD na Compasso e na Numérica.[carece de fontes?]
Em 2015, tornou-se professor de Composição na Universidade de Cardiff. Em Dezembro de 2018, o Grupo de Música Contemporânea de Lisboa estreou uma nova peça do compositor Pedro Faria Gomes num concerto em Cardiff. Esta peça, denominada de Tableaux, foi inspirada em três obras do pintor René Magritte, La Condition Humaine, Le Sabbat e Le Soir qui Tombe.
Em finais de 2018, Pedro Faria Gomes previa que no ano seguinte iria lançar um disco com várias obras de música que escreveu,  durante a sua residência no Reino Unido, e mais uma que foi produzida em Lisboa.

## Intérpretes
Apresentações da música de Pedro Faria Gomes no passado incluem: I Solisti Veneti com Claudio Scimone, Orquestra Nacional do Porto com Luís Carvalho, Orquestra Metropolitana de Lisboa com Cesário Costa, Sinfonietta de Lisboa e Coro Ricercare com Vasco Azevedo, Orquestra do Algarve com Cesário Costa, Coro de Câmara Lisboa Cantat com Jorge Alves, Orquestra do Norte com José Ferreira Lobo, Orquestra Clássica da Madeira com Giulio Svegliado, Royal College of Music Symphony Orchestra com Patrick Bailey, Composers Ensemble com Richard Baker, e Contemporary Consort com Tom Davey.[carece de fontes?] Pedro Faria Gomes colaborou com o maestro Rui Pinheiro, da Orquestra Clássica do Sul.
Fez espectáculos em várias salas, incluindo Grande Auditório da Culturgest, Teatro Municipal São Luiz, Teatro Diogo Bernardes, Teatro Municipal Sá de Miranda, Fundação de Serralves, Teatro Nacional D. Maria II, Casa da Música, Escola de Música do Conservatório Nacional, Conservatoire Claude Debussy, National Portrait Gallery, Victoria and Albert Museum, Royal College of Music, Southbank Centre, Oxford Playhouse e St. Martin-in-the-Fields.[carece de fontes?] Também fez peças para o Teatro Nacional de São Carlos, Teatro Nacional de São João, e a Orquestra Metropolitana de Lisboa, e colaborou com a London Symphony Orchestra.